# Ântimo III de Constantinopla
Ântimo III de Constantinopla (em grego: Άνθιμος Γ΄; 1762–1842) foi patriarca ecumênico de Constantinopla entre 1822 e 1824.

## História
Ântimo era natural de Koronis, na ilha de Naxos, em 1762. Seu pai era o sacerdote de sua vila e de origem lacônia, com sobrenome Chorianopoulos. Ântimo serviu como diácono do Patriarcado durante o patriarcado de Neófito VII e como grande arquidiácono a partir de 1791. Em abril de 1797, tornou-se protossincelo do Patriarcado.
No mesmo ano, foi eleito bispo metropolitano de Esmirna no lugar do metropolitano Gregório, que assumiu o patriarcado com o nome de Gregório V. Em 1821, Ântimo foi eleito metropolitano de Calcedônia, onde permaneceu até 1822. Os otomanos, em retaliação por causa da Revolução Grega, o prenderam juntamente com outros hierarcas gregos e o mantiveram em cativeiro por sete meses na masmorra de uma prisão em Istambul. Em 1822, depois que Gregório V foi enforcado e Eugênio II, seu sucessor, ter morrido por causa dos ferimentos sofridos sob tortura, Ântimo, ainda preso, foi eleito patriarca.
Durante seu mandato, ele conseguiu manter a independência da Igreja de Chipre e suas prerrogativas durante um período no qual os otomanos continuavam executando clérigos e kodjabashis (lideranças cristãs entre os anciãos) da ilha e até mesmo membros do Santo Sínodo defendiam a sua abolição. Ântimo também proibiu que um protestante inglês publicasse uma tradução da Bíblia para o grego demótico pela imprensa patriarcal.
Em 1824, Ântimo III foi deposto pelo sultão Mamude II por ter se recusado a cooperar com ele na luta contra a Revolução Grega e acusado de apoiar a independência dos sérvios do Império Otomano. Ele se refugiou em Üsküdar e foi depois exilado para o Mosteiro de Timiou Prodromou, em Kayseri, na Capadócia. Depois de muitos meses de exílio e de diversas vicissitudes que prejudicaram sua saúde, o sultão permitiu que ele retornasse para Esmirna em dezembro de 1825.
Ali Ântimo viveu num pequeno apartamento em Alta Mahalla e participava com frequência da vida cristã local. Ele também serviu como interino do bispo metropolitano de Esmirna em 1831 e em 1833. Faleceu em 1842 no Hospital Grego de Esmirna e deixou todas as suas posses para igrejas e instituições de caridade. Seu magnífico funeral foi realizado pelo bispo metropolitano de Éfeso, Ântimo V, e seu corpo foi sepultado na Igreja de São João, o Teólogo, onde havia um grande ícone em sua homenagem até a Guerra greco-turca de 1919-1922.